# Blachy boczne (zbroja końska)

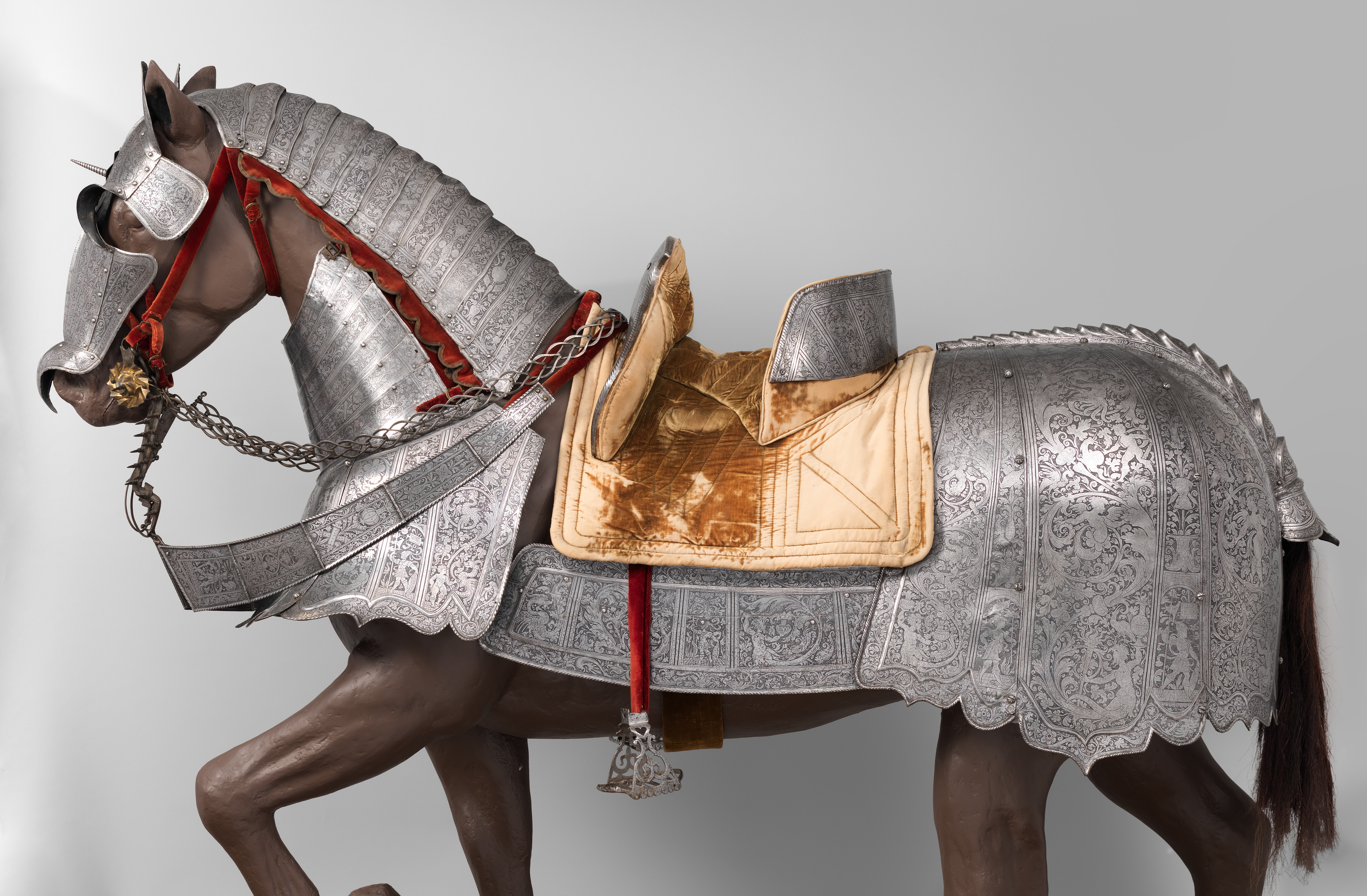
Zbroja końska, XVI w. Widoczne blachy boczne

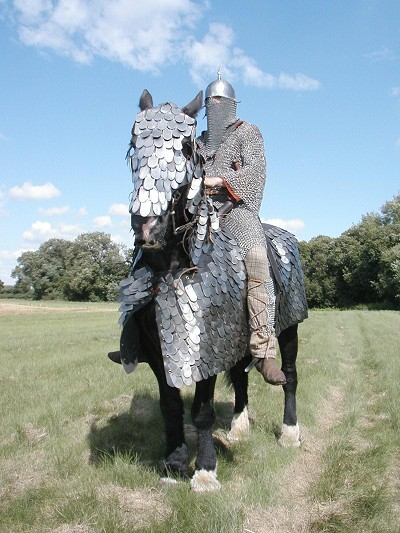
Koń w zbroi łuskowej. W tym przypadku płaty boczne scalono z napierśnikiem i nazadnikiem)

Blachy boczne – element zbroi końskiej, chroniący brzuch konia w przerwie między napierśnikiem a nazadnikiem.

## Budowa
W zbroi płytowej były to doczepione do siodła stalowe płyty. W zbroi łuskowej realizowano je poprzez przypięcie między nazadnikiem a napierśnikiem dodatkowej płachty zbroi.